# Об’єднаний шкільний округ Лос-Анджелеса
Об’єднаний шкільний округ Лос-Анджелеса (англ. Los Angeles Unified School District LAUSD) — державний шкільний округ у Лос-Анджелесі, Каліфорнія, США. Це найбільша (за кількістю учнів) система державних шкіл у Каліфорнії та 2-й за величиною державний шкільний округ у Сполучених Штатах. Лише департамент освіти Нью-Йорка має більшу кількість студентів. Протягом 2020–2021 навчального року LAUSD обслуговував 664 774 студентів, у тому числі 124 400 студентів незалежних чартерних шкіл і 50 805 дорослих студентів. Протягом того ж навчального року в ньому працювало 25 088 вчителів і 50 586 інших працівників. Це другий за величиною роботодавець в окрузі Лос-Анджелес після уряду округу. Переглянутий поточний бюджет шкільного округу на 2020–2021 роки становив 8,55 мільярда доларів США.

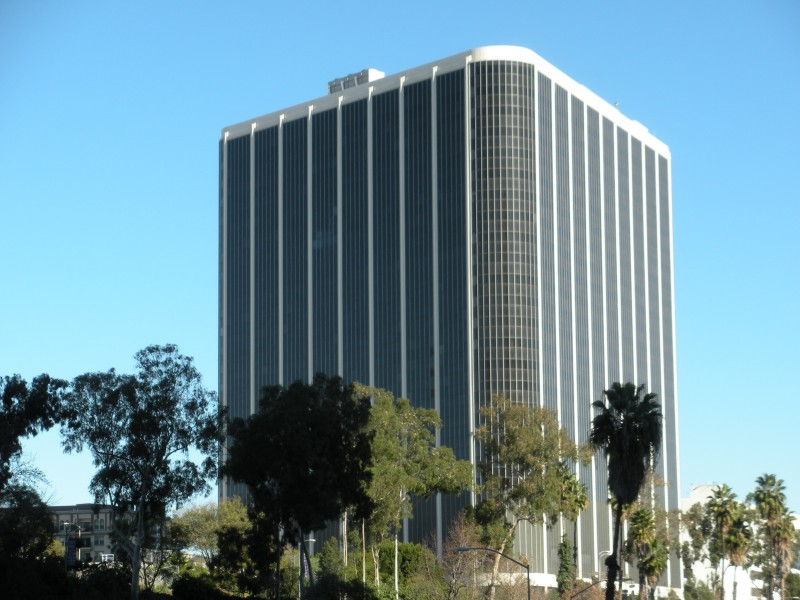
Штаб-квартира LAUSD знаходиться на захід від Даунтаун Лос-Анджелеса

Шкільний округ складається з Лос-Анджелеса та всіх або окремих прилеглих міст Південної Каліфорнії. LAUSD має власну поліцію, Департамент шкільної поліції Лос-Анджелеса, який був заснований у 1948 році для надання поліцейських послуг школам LAUSD. LAUSD навчає третину дітей дошкільного віку в окрузі Лос-Анджелес і керує майже такою ж кількістю автобусів, як Управління столичного транспорту округу Лос-Анджелес. Програма будівництва школи LAUSD конкурує з Big Dig з точки зору витрат, а кафетерії LAUSD подають близько 500 000 страв на день, що конкурує з місцевими ресторанами McDonald's.
У минулому LAUSD критикували за надзвичайно переповнені школи з великими розмірами класів, високий рівень відсіву та виключення, низьку успішність у багатьох школах, погане обслуговування та некомпетентну адміністрацію. У 2007 році рівень відсіву в LAUSD становив 26 відсотків для 9-12 класів. Останнім часом є ознаки того, що округ демонструє покращення як щодо відсіву, так і щодо рівня закінчення школи. Амбітну програму реконструкції, спрямовану на полегшення перенаселених умов, було завершено. У рамках проекту будівництва школи LAUSD відкрив дві середні школи (Santee Education Complex і South East) у 2005 році та чотири середні школи (Arleta, Contreras Learning Complex, Panorama та East Valley) у 2006 році.

## Історія
Об’єднаний шкільний округ Лос-Анджелеса колись складався з двох окремих округів: шкільного округу міста Лос-Анджелеса, утвореного 19 вересня 1853 року, та округу середньої школи міста Лос-Анджелеса, утвореного в 1890 році. Останній надавав 9–12 освітніх послуг, тоді як перший зробив це для K-8. 1 липня 1961 року Лос-Анджелесський міський шкільний округ і Лос-Анджелесський міський шкільний округ об’єдналися, утворивши Об’єднаний шкільний округ Лос-Анджелеса.
Після злиття шкільний округ Топанга та шкільний округ Лас-Вірдженес Юніон залишилися окремими залишками округу середньої школи міста Лос-Анджелес. Район Лас Вірдженес змінив свою назву на Округ Вест Каунті Юніон Старшої школи. LAUSD анексував округ Топанга 1 липня 1962 року. Оскільки шкільний округ Лас-Вірдженес Юніон мав ті самі межі, що й інший округ Вест-Каунті-Юніон, округ Вест припинив своє існування.

## Території обслуговування
LAUSD обслуговує всі наступні спільноти: